# Кремінська сільська рада
| Кремінська сільська рада — колишній орган місцевого самоврядування у Могилів-Подільському районі Вінницької області з адміністративним центром у с. Кремінне. Сільській раді були підпорядковані населені пункти: - с. Кремінне |

## Склад ради
Рада складалася з 12 депутатів та голови.

## Керівний склад сільської ради
| ПІБ                        | Основні відомості                                                 | Дата обрання | Дата звільнення |
| -------------------------- | ----------------------------------------------------------------- | ------------ | --------------- |
| Боднар Олексій Миколайович | Сільський голова, 1965 року народження, освіта, безпартійний      | 26.03.2006   | 31.10.2010      |
| Боднар Олексій Миколайович | Сільський голова, 1965 року народження, освіта вища, безпартійний | 31.10.2010   |                 |

Примітка: таблиця складена за даними джерела

## Природно-заповідний фонд
На землях сільради розташовано геологічна пам'ятка природи місцевого значення Сеноманські вапняки.